# ماساکازو سوزوکی
ماساکازو سوزوکی (انگلیسی: Masakazu Suzuki؛ زادهٔ ۱ ژانویهٔ ۱۹۵۵) بازیکن فوتبال اهل ژاپن است.
از باشگاه‌هایی که در آن بازی کرده‌است می‌توان به باشگاه فوتبال جوبیلو ایواتا اشاره کرد.